# Лазаров, Филип
Филип Лазаров (макед. Филип Лазаров; род. 21 апреля 1985 года, Свети-Николе) — македонский гандболист, левый крайний немецкого клуба «Ратинген» из третьей Бундеслиги и сборной Северной Македонии. Младший брат Кирила Лазарова.

## Карьера

### Клубная
Ранее выступал за македонские клубы «Металург» (Скопье) и «Пелистер» (Битола), а также за венгерский ПЛЕР.

### В сборной
Провёл 45 игр, забил 103 гола.